# Ponte di Hilberg
Il ponte di Hilberg (o legge di Hilberg) è un fenomeno prosodico che prende il nome dal filologo austriaco Isidor Hilberg (1852-1919), che lo enunciò in uno studio del 1879, e riguarda la metrica dell'esametro dattilico greco in età ellenistica.
Il ponte di Hilberg consiste nell'assenza di fine di parola dopo il secondo piede dattilico, se è realizzato da uno spondeo.

## Applicazione
Questo ponte è osservato, con qualche eccezione solo per i monosillabi, a partire da Callimaco; in seguito viene rispettato rigorosamente anche da Nonno di Panopoli e dai suoi seguaci.
Nella poesia arcaica, invece, questo ponte non viene sistematicamente rispettato. Esempio di violazione:
τὸν σὺ πρῴην κτεῖνας ἀμυνόμενον περὶ πάτρης  (Iliade, XXIV, 500).